# Fuerzas Armadas Canadienses
Las Fuerzas Armadas Canadienses (CAF; en inglés: Canadian Armed Forces, FAC; en francés: Forces armées canadiennes) o Fuerzas Canadienses (CF; en inglés: Canadian Forces, FC; en francés: Forces canadiennes) son las fuerzas armadas unificadas de Canadá.  Tal como está constituida por la Ley de Defensa Nacional, que dice: Las Fuerzas Canadienses fueron formadas el 1 de febrero de 1968, cuando el Gobierno de Canadá unificó la Marina Real Canadiense, el Ejército Canadiense y la Real Fuerza Aérea Canadiense en una estructura unificada.
Esta institución unificada consta de elementos marinos, terrestres y aéreos conocidos como la Royal Canadian Navy (RCN), el Canadian Army y la Royal Canadian Air Force (RCAF). El personal puede pertenecer a la Fuerza Regular o a la Fuerza de Reserva, que tiene cuatro subcomponentes: la Reserva Primaria, la Reserva Suplementaria, el Servicio de Capacitación y Administración de Organizaciones de Cadetes y los Guardabosques Canadienses. Bajo la Ley de Defensa Nacional, las Fuerzas Armadas Canadienses son una entidad separada y distinta del Departamento de Defensa Nacional (el departamento del gobierno federal).responsable de la administración y formación de la política de defensa), que también existe como sistema de apoyo civil para las Fuerzas. La fuerza final actual está autorizada en 126,500 y 25,000 empleados civiles. 
El comandante en jefe de las Fuerzas Armadas Canadienses es el monarca canadiense reinante, el rey Carlos III,  que está representado por el gobernador general de Canadá. Las Fuerzas Armadas de Canadá están dirigidas por el jefe del Estado Mayor de la Defensa, que recibe asesoramiento y asistencia del Consejo de las Fuerzas Armadas .